# Музей книги та друкарства України

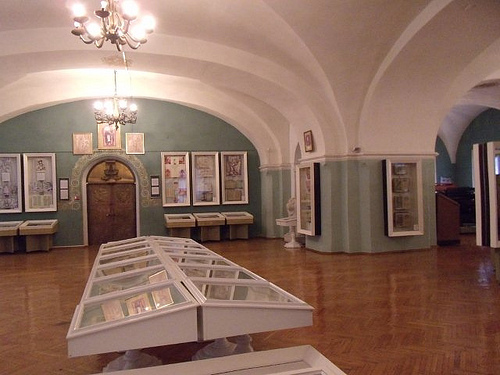

Музей книги і друкарства України (до липня 2000 р. — Державний музей книги і друкарства України) — музей у Києві, розташований на території Національного Києво-Печерського заповідника (Лаври).

## Заснування закладу
У 1923 році на території закритої владою Києво-Печерської лаври, де тоді вже діяв Музей культури та побуту (згодом — Всеукраїнське музейне містечко), було створено відділ, присвячений письму і друкарству. Його очолив відомий книгознавець Павло Попов. Спільно з Юрієм Меженком, керівником Українського наукового інституту книгознавства, вони розпочали роботу над створенням музею, присвяченого історії книги і друкарської справи. Музей мали відкрити у 1927 році, однак цим планам завадили політичні переслідування. Лише в 1965 році, з нагоди 350-річчя заснування друкарні Києво-Печерської лаври, Попов знову виступив з ініціативою створення Українського республіканського музею книги й поліграфії в історичному приміщенні. Та втілити цю ідею за життя йому не судилося.
Заснований Постановою Ради Міністрів УРСР № 137 від 17 березня 1972 р. (1972 рік за рішенням ЮНЕСКО відзначався як Міжнародний рік книги).
Відкриття експозиції відбулося 23 квітня 1975 р. У травні 2000 р. експозиція була оновлена та доповнена.

## Приміщення

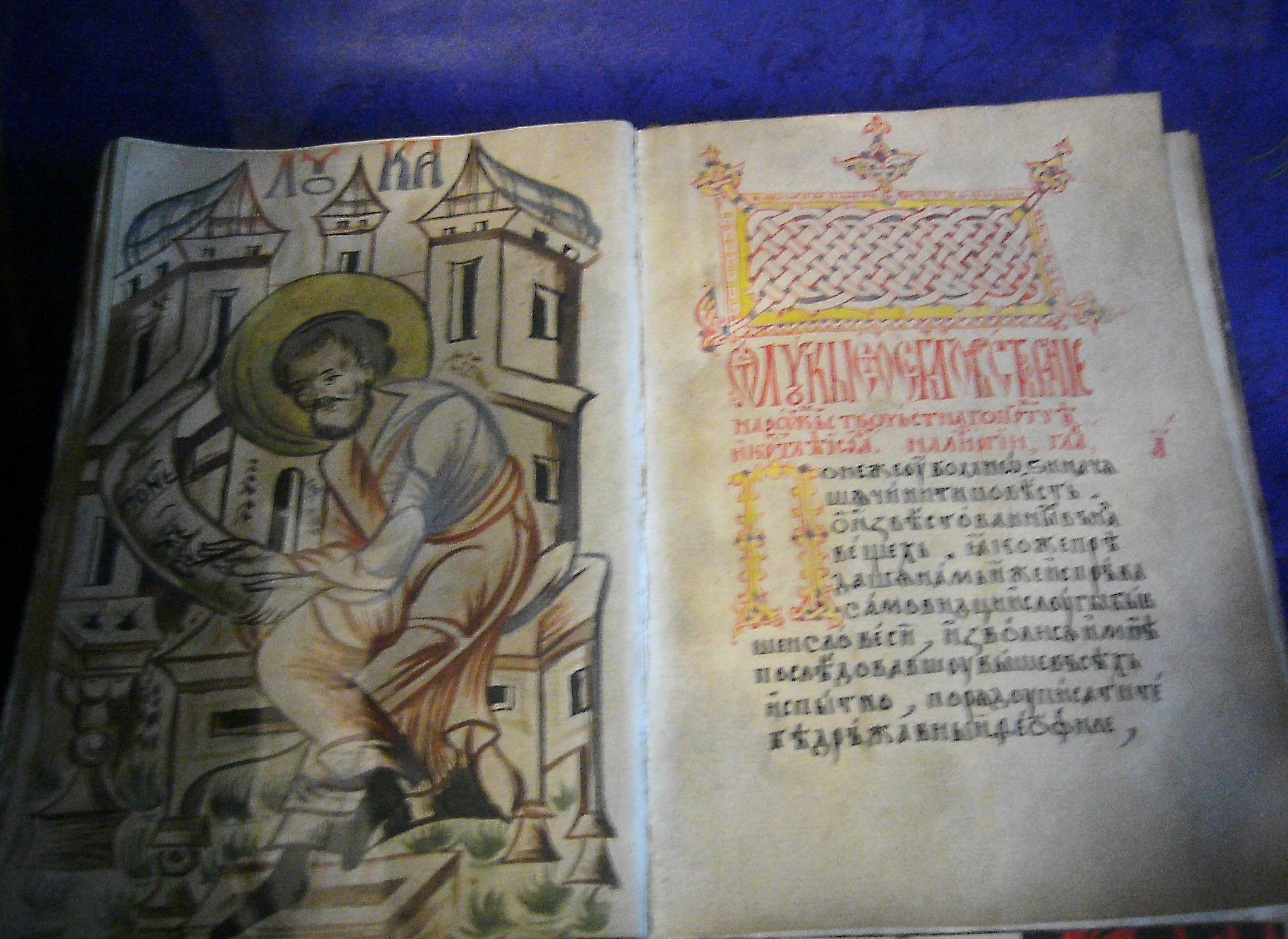
«Апостол» першодрукаря Івана Федоровича

Головні приміщення закладу розташовані в будинку друкарні Києво-Печерської Лаври, заснованої 1615 року. Фундатор друкарні — архімандрит  Єлисей Плетенецький. У внутрішньому дворику друкарні збережено майстерню-словолитню, теж музейне приміщення.
Первісна друкарня була дерев'яною та одноповерховою. Її вигляд збережений на гравюрі від 1638 р. 1701-го дерев'яну будівлю замінили на кам'яну. Пожежа 1718 року пошкодила її. Друкарню відремонтували, а згодом надбудували другий поверх. Ухил земельної ділянки на схід та загроза руйнації спонукали зміцнити будівлю аркоподібними контрфорсами — аркбутанами, відомими по соборах доби готики. Будинок музею (корпус № 9) — пам'ятка архітектури 18 ст. — в досить стриманих формах провінційного бароко
У травні 2000 р. завершили ремонтно-реставраційні роботи вперше після 1975 року. Загальна експозиційна площа музею тепер  — 930 м². А двох виставкових сягає 300 м².

## Колекція
В колекції Музею зібрані скарби книжкової культури українського народу. Експозиція розповідає про історію книги і книжкової справи часів Київської Русі, про рукописну книгу XI- XVI ст., про зародження друкарства, видавничу діяльність Івана Федорова, про видання Києво-Печерської, Львівської, Почаївської, Острозької, Унівської, Чернігівської друкарень. Представлені видання XIX-XX ст., сучасні книги, книжкова графіка, книгознавчі матеріали, зразки друкарської поліграфічної техніки, паперу, шрифтів тощо. 
Експонуються стародруки відомих церковних і культурно-освітніх діячів XVII—XIX ст., таких як Петро Могила, Інокентій Гізель, Іоаникій Галятовський, Йосип Тризна, Лазар Баранович, Туптало (Дмитро Ростовський), Євгеній (Болховитинов).

Фондова колекція Музею книги і друкарства України нараховує понад 50000 одиниць збереження основного фонду та близько 10000 одиниць науково-допоміжного фонду.
Перші значні надходження до фондового зібрання Музею книги і друкарства України надійшли з Києво-Печерського історико-культурного заповідника, з відділу «Книга і графіка» (завідувачем цього відділу був В'юник А. О.) протягом 1972—1973 років. Згідно з наказами Міністерства культури України було передано понад 7500 предметів. Серед них 100 рідкісних стародруків: видання Івана Федорова («Апостол», Львів,1574 р.; «Бібліа», Острог, 1581 р.), книжки друкарні Києво-Печерської лаври, серед них «Великий Требник» Петра Могили, 1646 р. з дереворитами відомого графіка Іллі, богослужбові видання Почаївської лаври ХУШ-XIX ст., оригінальні дерев'яні та металеві граверні кліше, друкарські верстати. Саме тоді музею було передано літографський верстат фірми «В. Кляйсер», (Москва, 1884 р.), який в 1970 р. заповіднику передав Художній фонд УРСР.
У 1970 році понад 3000 книжок, пов'язаних з історією та культурою України, Києво-Печерському заповіднику передала Державна бібліотека СРСР ім. В. І. Леніна (Москва), а заповідник передав їх до щойно створеного Музею книги і друкарства. Серед них такі рідкісні книги: Євген Болховітінов. «Описаніе Киево-Софійского собора и кіевской епархіи» (КПЛ, 1825 р.) і «Описаніе Киево-Печерськой лавры» (КПЛ, 1847 р.), «Сочинения Святого Димитрия митрополита Ростовского» (КПЛ, 1824), «Странствования В. Григоровича-Барского по святым местам Востока с 1723 по 1747 гг.» (СПБ., 1884, 1887 рр.). Тоді ж були передані часописи «Киевская старина» та «Русская старина» за 1882, 1883, 1884, 1885 роки, літографії, плани Києво-Печерської та Почаївської лаври та ін.
У наступні роки надійшли музейні предмети з Білоцерківського, Івано-Франківського, Чернівецького, Сумського, Чернігівського та інших краєзнавчих музеїв і різних бібліотек, зокрема, з Ленінградської публічної бібліотеки ім. Салтикова-Щедріна музей отримав 295 од. — серед них наукові праці Миколи Бантиш-Каменського, Дмитра Яворницького, твори П. Куліша та М. Гоголя, видані у XIX-поч. ХХ ст. З Львівської наукової бібліотеки ім. В. Стефаника надійшло 289 од., в тому числі «Записки НТШ», наукові праці польською мовою, видані у Львові, Кракові, Варшаві. 276 книжок передано з Наукової бібліотеки АН УРСР; передавали книги Одеська державна наукова бібліотека ім. М. Горького, Державна історична бібліотека УРСР, Національна парламентська бібліотека (Київ), Чернігівська обласна бібліотека ім. В. Г. Короленка. З бібліотеки Державного музею Т. Г. Шевченка передано 48 книжок — твори Тараса Шевченка, видані в різні роки. Рідкісні стародруки східнослов'янських друкарень музей отримав від археографічної групи наукової бібліотеки Московського університету ім. М. Ломоносова.
В 1973 році з Державного історичного архіву у Львові передано 17 зразків паперу ХУП-ХУШ ст., а 1979 року Львівський художньо-виробничий комбінат передав макети друкарського і оправного верстатів.
В 1974 році Сумський краєзнавчий музей передав перший друкований в Україні словник відомого українського вченого, друкаря Памви Беринди — «Лексикон славеноросскій» (КПЛ, 1627), який зараз знаходиться в постійно діючій експозиції, а в 1977 році Ленінградський музей О. С. Пушкіна — «Патерик Печерскій» (КПЛ, 1661).
Істотно поповнювали і продовжують поповнювати зараз збірку Музею книги і друкарства України приватні особи, колекціонери. Відомий вчений, доктор філологічних наук Коляда Григорій Іванович у 1976 році подарував музею 284 од., крім того у 1977 р. було закуплено у його родичів ще 346 од., тобто всього в музеї зберігається 630 книжок з колекції Г. І. Коляди. Є в цій колекції видання з бібліотеки Михайла Максимовича: «Кіевлянинъ.» (К., 1841). «Енеїда» І. Котляревського. (СПБ., 1798), твори Г. Сковороди, Марка Вовчка, прижиттєві видання Т. Г. Шевченка, зокрема, «Кобзар» (СПБ., 1860). В музеї представлена частина бібліотеки (136 од.) Маслова Сергія Івановича, відомого вченого, книгознавця, архівіста, дійсного члена Товариства Нестора літописця, члена Археографічної комісії ВУАН.
Фондова збірка музею поповнювалась також за рахунок закупок, які здійснювалися на кошти, що надавалися Міністерством культури України. У 1980-ті роки закуплено багато творів книжкової графіки. Це один з найбільших розділів музейної колекції та складає понад 12000 одиниць. У колекції зберігаються твори таких відомих українських художників, як Адамович С. Т., Базилевич А. Д., Гордійчук В. І., Данченко О. Г., Касіян В. І., Якутович Г. В., Якутович С. Г., Дерегус М. Г., Губарєв О. І., Перевальський В. Є., Лопата В. І. та ін. Графічні роботи — ілюстрації до творів М.Гоголя, І. Франка, М. Вовчка, І. Котляревського передавалися Дирекцією художніх виставок України. Відомі ілюстрації до «Енеїди» І. Котляревського — роботи художника А. Д. Базилевича, закуплено у 1983 р. Ілюстрації до поеми І.Котляревського «Енеїда»- роботи художника Гордійчука В. І., закуплені 1988—1989 рр. Ілюстрації до твору Дж. Боккаччо «Декамерон» — роботи Данченка О. Г., закуплено в 1987 р., крім того, кілька робіт подаровано 1974, 1977, 1990 рр. У художника Касіяна В. І. закуплені ілюстрації до творів Лесі Українки та портрети українських письменників — В. Стефаника, Лесі Українки, І. Франка, М. Рильського та ін. Пізніше частина робіт була подарована донькою художника в 1984 р.
Остання закупка книжкової графіки була здійснена в 2004 р., коли у Якутовича С. Г. було закуплено 2 роботи — ілюстрації за мотивами повісті М. Гоголя «Тарас Бульба» (кошти позабюджетні). Впродовж останніх років гроші на закупку з бюджету не надаються.
Свої твори музею дарували художники: Губарєв О. І., Перевальський В. Є., Стратілат М. І., Смиковський П. І., Лопата В. І., Мітченко В. С., Гарбуз В., Сергєєв В. Д., Якутович С. Г. та інші, а також колекціонери В. Адамович, В. Бітаєв, В. Вуйцик, І. Глоба, В. Дронь, А. Іщенко, С. Корнієнко, В. Кравченко, В. Кулик, О. Пилипенко, М. Попов, І. Сорока, О. Якубовський та інші.
Помітний внесок у формування музейної колекції зробила Служба безпеки України, яка за рішенням суду передавала конфісковані предмети. Так, у 2009 р. надійшли 7 ікон XIX ст., стародрук-конволют в срібному окладі XVIII-XIX ст. «Євангеліє». — Сібіу, Румунія, 1859, «Служебник». -Яси, 1794. Національна комісія з питань повернення культурних цінностей в Україну в 2004 р. передала частину художньої спадщини В. Г. Кричевського у кількості 77 од. (дар Україні доньки художника Галини Кричевської де Лінде, Венесуела). Серед цього надходження — обкладинки до видань Б.Грінченка, ескізи-начерки до творів М.Гоголя, Т.Шевченка, П.Куліша, зокрема до роману «Чорна Рада». Пізніше до музею надійшли ще 14 малюнків В. Кричевського. Сьогодні, коли оригінальних робіт В. Кричевського збереглося дуже мало, важко переоцінити значення повернення мистецької спадщини цього художника на Батьківщину. Комісія передала до музею також книги з архіву М. Зерова і графічні роботи художника М. Бутовича. Також у музеї є оригінальні експонати друкарства, наприклад, Біблія 1758 року [Архівовано 27 вересня 2021 у Wayback Machine.].
Колекцію музею також поповнюють митні установи, зокрема Бориспільська, Чернігівська, Сумська митниці, які неодноразово передавали затримані раритети.
Серед колективних дарувальників музею і Наукова бібліотека імені Олега Ольжича, яка завдяки ініціативі її керівника Олександра Кучерука передала багато видань українців, що проживають в США, Канаді, Німеччині, Франції, Австралії, країнах Латинської Америки. У масиві цього музейного надходження значна кількість книжок із колекції відомого вченого Аркадія Жуковського. Фонд сприяння розвитку мистецтв подарував стародруки й сучасні книги, а громадське об'єднання книголюбів та бібліофілів «Exlibris» подарувало музею 2 кліше для друкування гравюр.
Збагачують колекцію і самі працівники музею. Так в 2007 р. директор Музею Бочковська В. Г. і заступник директора з наукової роботи Хауха Л. В. подарували унікальну ксилографію на шовку «Чуда Пресвятої Богородиці». (Почаїв, близько 1740 року), а у 2009 році подаровано вотив з зображенням Богородиці Одигітрії з донаторами ієреєм Григорієм, Марфою і дитиною Іоаном, Західна Україна, 1772 р. (дар Корнієнка С. А.), срібний потир XIX ст. (дар Кулика В. В.) В січні 2010 року в Музеї відбулася виставка, на якій були представлені всі дарувальники та їхні музейні дари.
Слід зазначити, що Музей, як і в попередні десятиріччя, активно співпрацює з українськими видавничими установами, які безкоштовно передають йому свої видання. Серед них: «Мистецтво», «Веселка», «Наукова думка», «Дніпро», «А-БА-БА-ГА-ЛА-МА-ГА», «Основи», «Карпати» (Ужгород), «Маяк» (Одеса), «Фоліо» (Харків), відомі львівські видавництва та багато інших.